# Julius Caesar de Miranda
Julius Caesar de Miranda (Paramaribo, 3 april 1906 – aldaar, 28 november 1956) was een Surinaams jurist en politicus. De Miranda was de eerste premier van Suriname en diende van 1949 tot 1951. Van 1932 tot 1938 en van 1942 tot 1946 was hij lid van de Koloniale Staten en diens opvolger Staten van Suriname. Zijn kabinet kwam tot val door de hospitaalkwestie. In 1956 werd de Miranda president van het Hof van Justitie, maar overleed hetzelfde jaar.

## Biografie
De Miranda volgde de Hendrikschool (Mulo) in Paramaribo waar hij in 1921 eindexamen deed. Vier jaar later deed hij het eindexamen gymnasium in Den Haag, een jaar later het kandidaats rechten in Leiden en drie jaar daarna, in 1928, het doctoraal rechten aan de Universiteit van Amsterdam.
Na terugkeer in Suriname werkte hij van 1929 tot 1946 als advocaat en in openbare functies als  lid van het Hof van Justitie, Procureur-Generaal bij dat Hof en plaatsvervangend President van de Krijgsraad. Daarnaast was hij van 1932 tot 1938 lid van de Koloniale Staten. In 1938 trad een nieuwe staatsregeling in werking waarbij de naam 'Koloniale Staten' veranderde in de Staten van Suriname waarbij tevens het aantal leden werd verhoogd van 13 naar 15 (waarvan 10 gekozen en 5 benoemd door de gouverneur).
Van 1942 tot 1946 was De Miranda lid van de Staten van Suriname. In dat laatste jaar promoveerde hij eveneens aan de Universiteit van Amsterdam tot doctor in de rechtswetenschappen. Van 1946 tot 1950 was hij lid van het Hof van Justitie. Hij was de oom van J.A. de Miranda; rond die periode eveneens Statenlid en daarnaast notaris.
De Miranda was lid van wat eerst het College van Bijstand en vanaf 25 juni 1948 College van Algemeen Bestuur (CAB) heette, en had Justitie en Politie maar ook Onderwijs en Volksontwikkeling in zijn portefeuille.
In 1948 werd in Suriname het algemeen kiesrecht ingevoerd. Bij de eerste algemene verkiezingen op 30 mei 1949 behaalde de NPS 12 zetels, de VHP 6 zetels, de KTPI 2 zetels en de onafhankelijke kandidaat L.E.A.S. Eliazer van de vakbond PMB (Paranam Mijnwerkers Bond) 1 zetel in de Staten van Suriname. Op verzoek van NPS-voorzitter G.J.C. van der Schroeff werd De Miranda voorzitter van het CAB, waarmee hij gezien wordt als de eerste premier van Suriname. Daarnaast werd hij landsminister van Algemene Zaken, Justitie en Politie, Economische Zaken.
Op 20 januari 1950 trad de Interimregeling in werking waarbij de term College van Algemeen Bestuur vervangen werd door Regeringsraad.

## Hospitaalkwestie
In dat jaar ging ook de Hospitaalkwestie spelen die uiteindelijk de Regeringsraad ten val bracht. Lou Lichtveld, de landsminister van Onderwijs en Volksgezondheid en later bekend als schrijver onder het pseudoniem Albert Helman, ontsloeg H.C. van Ommeren als medicus van 's Lands Hospitaal vanwege vermeende onregelmatigheden. Deze NPS'er was kort daarvoor gekozen als lid van de Staten waardoor dit ontslag leidde tot spanningen binnen de regering. Uiteindelijk besloot De Miranda om zich als voorzitter terug te trekken en op 14 maart 1951 volgden vervroegde verkiezingen.

## Na de politiek
Op 12 april 1956 werd de Miranda president van het Hof van Justitie. Hij bleef dit tot hij krap 8 maanden later op 50-jarige leeftijd overleed aan een coronaire trombose.

## Eerbewijzen
- Een door Leo Braat gemaakt standbeeld van J.C. de Miranda werd op 28 november 1961 onthuld door zijn weduwe. Het beeld van De Miranda in toga staat aan de Mr. Dr. J.C. de Mirandastraat in Paramaribo, naast het oude gebouw van het Ministerie van Binnenlandse Zaken.
- Naar De Miranda is in Paramaribo de Mr. de Mirandastraat vernoemd en het Mr. Dr. J. C. de Miranda Lyceum.